# Sindaci di Sesto San Giovanni
Di seguito l'elenco cronologico dei sindaci di Sesto San Giovanni e delle altre figure apicali equivalenti che si sono succedute nel corso della storia.

## Regno d'Italia (1861-1946)
| Nominativo                                                 | Partito                 | Partito                    | Mandato | Mandato | Elezione |
| Nominativo                                                 | Partito                 | Partito                    | Inizio  | Fine    | Elezione |
| ---------------------------------------------------------- | ----------------------- | -------------------------- | ------- | ------- | -------- |
| Antonio Chiavelli                                          | ?                       | ?                          | 1860    | 1862    | -        |
| Giuseppe Puricelli Guerra                                  | ?                       | ?                          | 1862    | 1866    | -        |
| Achille Marazza                                            | ?                       | ?                          | 1866    | 1868    | -        |
| Giulio Vigoni                                              | ?                       | ?                          | 1868    | 1882    | -        |
| Giuseppe Puricelli Guerra                                  | ?                       | ?                          | 1883    | 1892    | -        |
| Carlo Marazza                                              | ?                       | ?                          | 1893    | 1902    | -        |
| Antonio Trasi                                              | ?                       | ?                          | 1902    | 1905    | -        |
| Carlo Marazza                                              | ?                       | ?                          | 1905    | 1913    | -        |
| Ugo Fornari                                                | Commissario prefettizio | Commissario prefettizio    | 1913    | 1914    | -        |
| Giuseppe Puricelli Guerra                                  | ?                       | ?                          | 1914    | 1917    | -        |
| Luca Cazzaniga                                             | Commissario prefettizio | Commissario prefettizio    | 1917    | 1920    | -        |
| Umberto Comi                                               | ?                       | ?                          | 1920    | 1922    | -        |
| Giovanni Cairo                                             | Commissario prefettizio | Commissario prefettizio    | 1923    | 1925    | -        |
| Podestà nominati dal governo (1926-1945)                   |                         |                            |         |         |          |
| Nominativo                                                 | Partito                 | Partito                    | Mandato | Mandato | Elezione |
| Nominativo                                                 | Partito                 | Partito                    | Inizio  | Fine    | Elezione |
| Aquilino Bianchi                                           |                         | Partito Nazionale Fascista | 1925    | 1929    | -        |
| Strambio Vacha                                             |                         | Partito Nazionale Fascista | 1930    | 1934    | -        |
| Giuseppe Minari                                            | Commissario prefettizio | Commissario prefettizio    | 1934    | 1935    | -        |
| Cesare Dorici                                              |                         | Partito Nazionale Fascista | 1935    | 1940    | -        |
| Vaj, Varcaponti, Locatelli, Solazzo                        | Commissari prefettizi   | Commissari prefettizi      | 1940    | 1945    | -        |
| Sindaci del periodo costituzionale transitorio (1945-1946) |                         |                            |         |         |          |
| Nominativo                                                 | Partito                 | Partito                    | Mandato | Mandato | Elezione |
| Nominativo                                                 | Partito                 | Partito                    | Inizio  | Fine    | Elezione |
| Rodolfo Camagni                                            |                         | Partito Comunista Italiano | 1945    | 1946    | -        |

## Repubblica italiana (dal 1946)
| Sindaci eletti dal Consiglio comunale (1946-1995)    | Sindaci eletti dal Consiglio comunale (1946-1995) | Sindaci eletti dal Consiglio comunale (1946-1995) | Sindaci eletti dal Consiglio comunale (1946-1995) | Sindaci eletti dal Consiglio comunale (1946-1995) | Sindaci eletti dal Consiglio comunale (1946-1995) | Sindaci eletti dal Consiglio comunale (1946-1995) | Sindaci eletti dal Consiglio comunale (1946-1995) | Sindaci eletti dal Consiglio comunale (1946-1995) |
| Nominativo                                           | Nominativo                                        | Partito                                           | Partito                                           | Giunta                                            | Giunta                                            | Mandato                                           | Mandato                                           | Elezione                                          |
| Nominativo                                           | Nominativo                                        | Partito                                           | Partito                                           | Giunta                                            | Giunta                                            | Inizio                                            | Fine                                              | Elezione                                          |
| ---------------------------------------------------- | ------------------------------------------------- | ------------------------------------------------- | ------------------------------------------------- | ------------------------------------------------- | ------------------------------------------------- | ------------------------------------------------- | ------------------------------------------------- | ------------------------------------------------- |
|                                                      | Abramo Oldrini                                    |                                                   | Partito Comunista Italiano                        |                                                   | PCI                                               | 1946                                              | 1962                                              | -                                                 |
|                                                      | Giuseppe Carrà                                    |                                                   | Partito Comunista Italiano                        |                                                   | PCI                                               | 1962                                              | 1970                                              | -                                                 |
|                                                      | Libero Biagi                                      |                                                   | Partito Socialista Italiano                       |                                                   | PSI                                               | 1970                                              | 1985                                              | -                                                 |
|                                                      | Fiorenza Bassoli                                  |                                                   | Partito Comunista Italiano                        |                                                   | PCI                                               | 1985                                              | 1994                                              | -                                                 |
| Sindaci eletti direttamente dai cittadini (dal 1994) |                                                   |                                                   |                                                   |                                                   |                                                   |                                                   |                                                   |                                                   |
| Nominativo                                           | Nominativo                                        | Partito                                           | Partito                                           | Coalizione                                        | Coalizione                                        | Mandato                                           | Mandato                                           | Elezione                                          |
| Nominativo                                           | Nominativo                                        | Partito                                           | Partito                                           | Coalizione                                        | Coalizione                                        | Inizio                                            | Fine                                              | Elezione                                          |
|                                                      | Filippo Penati                                    |                                                   | Partito Democratico della Sinistra                |                                                   | PDS-PRC                                           | 12 giugno 1994                                    | 1998                                              | 1994                                              |
|                                                      | Filippo Penati                                    | Democratici di Sinistra                           |                                                   | DS-PPI-PRC                                        | 1998                                              | 26 maggio 2002                                    | 1998                                              |                                                   |
|                                                      | Giorgio Oldrini                                   |                                                   | Democratici di Sinistra                           |                                                   | DS-PRC-SDI-DL                                     | 26 maggio 2002                                    | 2007                                              | 2002                                              |
|                                                      | Giorgio Oldrini                                   | Partito Democratico                               |                                                   | DS-DL-PRC-FdV-PdCI-IdV                            | 2007                                              | 2012                                              | 2007                                              |                                                   |
|                                                      | Monica Chittò                                     |                                                   | Partito Democratico                               |                                                   | PD-IdV-SEL-FdS                                    | 2012                                              | 27 giugno 2017                                    | 2012                                              |
|                                                      | Roberto Di Stefano                                |                                                   | Lega per Salvini Premier                          |                                                   | LSP-FI                                            | 27 giugno 2017                                    | 27 giugno 2022                                    | 2017                                              |
|                                                      | Roberto Di Stefano                                | LSP-FdI-Liste civiche                             | Lega per Salvini Premier                          | 27 giugno 2022                                    | in carica                                         | 2022                                              |                                                   |                                                   |